# Wilhelm von Tettau (Architekt)
Wilhelm Richar Elimar Freiherr von Tettau (* 21. Februar 1872 in Erfurt; † 8. Mai 1929 in Berlin) war ein deutscher Architekt.

## Leben

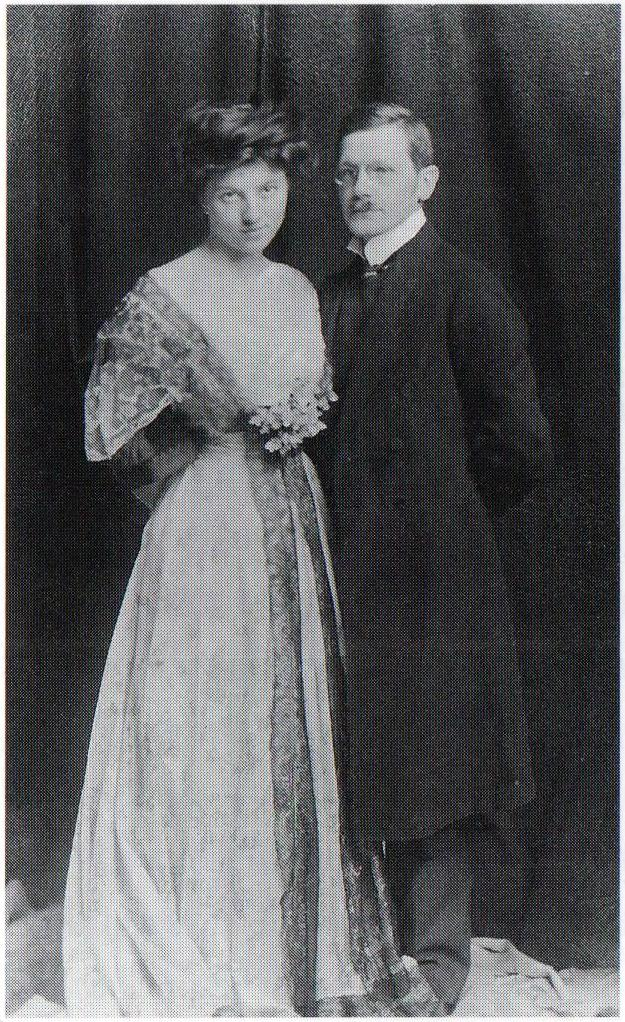
Wilhelm Freiherr von Tettau mit Frau Ada Niëvo (1907)

Er war der jüngste Sohn von Wilhelm Freiherr von Tettau (1804–1894), Oberregierungsrat und Abteilungsdirigent in Erfurt, und dessen zweiter Ehefrau Adolphine, geborene Herrmann (* 1838).:18 Er stammte somit aus einer alten Adelsfamilie, bekannte sich aber zu bürgerlichen Werten und sympathisierte überdies mit der reformierten Kunstgewerbebewegung der Jahrhundertwende.
Tettau absolvierte das humanistische Gymnasium und trat am 21. März 1891 als Fahnenjunker in das 2. Garde-Regiment zu Fuß der Preußischen Armee ein. Hier wurde er am 18. August 1892 mit Patent vom 18. Oktober 1891 zum Sekondeleutnant befördert. Am 14. Mai 1895 folgte seine Versetzung in das Königin Elisabeth Garde-Grenadier-Regiment Nr. 3, ehe Tettau am 15. Dezember desselben Jahres zur Reserve übertrat, um im Wintersemester 1895/96 ein Studium der Architektur aufzunehmen – zunächst an der Technischen Hochschule Charlottenburg, nach dem sechsten Semester an der Technischen Hochschule Karlsruhe.:19/20 Tettau begann 1900 sein Referendariat als Regierungsbauführer, nach dem bestandenen 2. Staatsexamen wurde er 1904 zum Regierungsbaumeister (Assessor im öffentlichen Bauwesen) ernannt. Ab 1911 lehrte er an der Königlichen Kunstakademie in Kassel.
Tettau entfaltete seine Hauptaktivität in der Zeit um 1900. Er gewann etliche Architektenwettbewerbe, unter anderem erhielt er 1903 den Schinkelpreis und damit ein Stipendium für eine Reise nach Italien, Griechenland und Konstantinopel, und trat auch als Verfasser zahlreicher Artikel hervor. An Bauwerken schuf er vor allem Wohnhäuser, u. a. auch für die Deutsche Genossenschaft Eichkamp in der gleichnamigen Berliner Siedlung Eichkamp.

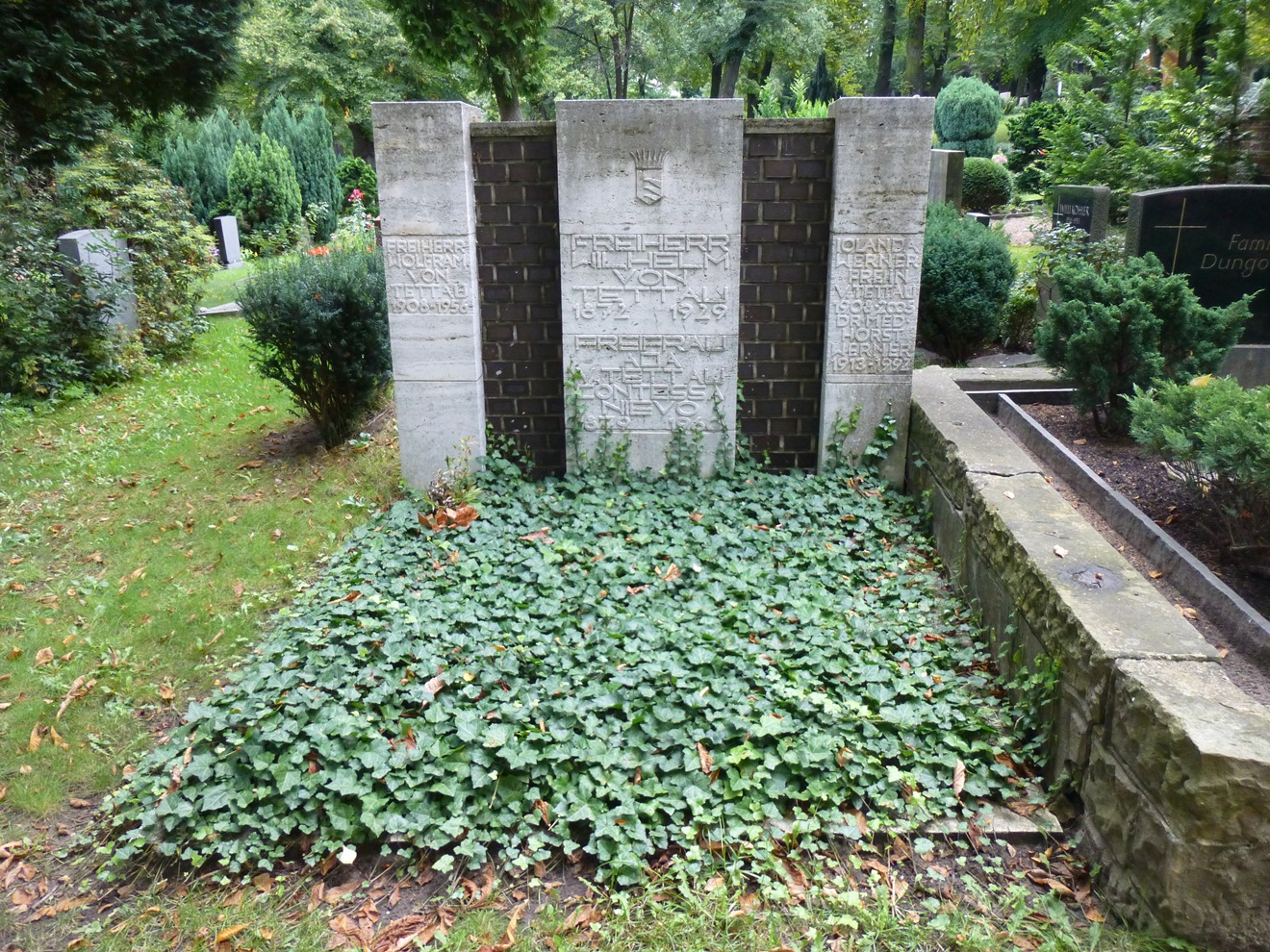
Familiengrab Wilhelms von Tettau, Alter St.-Matthäus-Kirchhof in Berlin, Abt. D-W-026

1907 heiratete er Ada Gräfin Niëvo (1879–1960). Im darauffolgenden Jahr bekam das Ehepaar Zwillinge, ein Mädchen und einen Jungen. Jolanda Paola Ada Karola Lucia von Tettau (1908–2005) absolvierte nach dem Besuch der Mädchenschule in Berlin-Lankwitz und der dortigen Höheren Töchterschule im März 1929 das reformpädagogische Landerziehungsheim Schule am Meer auf der Nordseeinsel Juist, das von Martin Luserke geleitet wurde. Ihr Zwillingsbruder Wolfram Lionello Donatello von Tettau (1908–1956) hingegen absolvierte das Askanische Gymnasium und studierte danach an der Technischen Hochschule zu Berlin Architektur.
Tettau kämpfte im Ersten Weltkrieg als Hauptmann und wurde 1915 vor Verdun schwer verwundet.
Nach Plänen Tettaus wurden unter anderem das Feuerschlößchen (Villa Girardet) in Bad Honnef und der Kaiser-Wilhelm-Turm auf der Hohen Acht erstellt. Außerdem geht auf ihn das Tettau-Ensemble am Pferdemarkt in Duderstadt zurück, das nach den großen Stadtbränden im Jahr 1911 errichtet wurde, wie er auch zuvor schon Massivbauten statt der traditionellen Fachwerkhäuser für die mehrfach brandgeschädigte Duderstädter Innenstadt entworfen hatte. Für die Pläne zum Wiederaufbau der Innenstadt erhielt er schon 1910 eine Goldene Medaille für Kunst und Wissenschaften.
Für seine eigene Familie baute er in Berlin-Lankwitz eine Jugendstilvilla, in der er seine letzten Lebensjahre verbrachte. Das Gebäude in der Corneliusstraße 31 ist nicht erhalten.
Ebenfalls nicht erhalten ist ein Denkmal für Kaiser Wilhelm I. in Bielefeld, das er 1907 entworfen hatte. Das Denkmal wurde nach dem Ersten Weltkrieg abgebrochen, nachdem es baufällig geworden war.

## Werk (Auswahl)

### Ausgeführte Entwürfe
| Planungszeit; Bauzeit | Gemeinde Ortsteil                                | Adresse                              | Bild           | Objekt                                                                | Maßnahme                                      | Anmerkungen                                                  |
| --------------------- | ------------------------------------------------ | ------------------------------------ | -------------- | --------------------------------------------------------------------- | --------------------------------------------- | ------------------------------------------------------------ |
| 1903–1907             | Bielefeld                                        |                                      |                | Kaiser-Wilhelm-I.-Reiterstandbild                                     | Neubau (Ausführung: Valentino Casal):38/39    | 1921 demontiert                                              |
| 1904; 1905–1906       | Bad Honnef                                       | Rommersdorfer Straße 78–82 Lage      | weitere Bilder | Feuerschlößchen (Villa Girardet)                                      | Neubau (Bauherr: Wilhelm Girardet):49–65      | Denkmalschutz                                                |
| 1905–1906             | Königswinter Stadtteil Ittenbach                 | Gut Laagshof Lage                    | weitere Bilder | Gut Laagshof                                                          | Neubau (Bauherr: Wilhelm Girardet):65–67      | Denkmalschutz                                                |
| 1905–1906             | Bad Honnef                                       | Bismarckstraße 47 Lage               | weitere Bilder | Höhere Töchterschule einschl. Turnhalle                               | Neubau (Bauherr: Wilhelm Girardet):68–72      | Denkmalschutz; Turnhalle abgebrochen                         |
| 1907; 1907–1908       | Bad Honnef                                       | Rhöndorfer Straße 87 Lage            | weitere Bilder | Landhaus von Kleist                                                   | Neubau (Ausführung: O. Büttner):79–81         | 1979 stark verändert                                         |
| 1907–1908             | Bad Honnef                                       | Rommersdorfer Straße 78–82 Lage      |                | Feuerschlößchen (Villa Girardet)                                      | Anbau einer Loggia:83                         |                                                              |
| 1907–1908             | Nakel heute: Nakło nad Notecią (Polen)           | Księdza Piotra Skargi 4 Lage         |                | Haus Brunk                                                            | Neubau:84–86                                  |                                                              |
| ab 1906 1908–1909     | Adenau                                           | auf der Hohen Acht Lage              | weitere Bilder | Kaiser-Wilhelm-Turm                                                   | Neubau:74–76                                  | Denkmalschutz                                                |
| 1909–1910             | Unkel                                            | Von-Werner-Straße 9 Lage             | weitere Bilder | Villa/Haus Profitlich                                                 | Neubau:101                                    | Denkmalschutz                                                |
| 1908; 1909            | Berlin Stadtteil Lankwitz                        | Corneliusstraße 31 Lage (ungefähr)   | weitere Bilder | Haus Tettau I (Privathaus Wilhelm Freiherr von Tettau)                | Neubau:89–93                                  | 1944/45 kriegszerstört                                       |
| 1909 1909–1910        | Meran Stadtteil Obermais (Südtirol)              | Winkelweg 62 Lage                    | weitere Bilder | Haus Niedersachsen (Bauherr: Generalmajor Carl Weste):94–96           | Neubau                                        | Unter Ensembleschutz (unter dem Namen „Villa General Weste“) |
| 1909 ab 1909          | Kleinmachnow                                     | Medonstraße 2 Lage                   |                | Haus Meyer (Bauherr: Porträtmaler Adolf Meyer)                        | Neubau:97–100                                 | verändert erhalten                                           |
| 1910 (–1925 ca.)      | Dolice (Powiat Stargardzki) (Polen)              | Lage                                 |                | Brallentin, Altes Schloss, sog. Ostenhaus (Bauherr: Otto von Saldern) | Umbauten und Erweiterungen:107                | Nach dem Zweiten Weltkrieg abgebrochen                       |
| 1910 ab 1910          | Duderstadt                                       |                                      |                | ganze Häuserzeilen nach Stadtbrand                                    | Neubauten                                     | erhalten                                                     |
| 1911–1912             | Berlin Stadtteil Lankwitz                        | Corneliusstraße 31 Lage (ungefähr)   | weitere Bilder | Haus Tettau I (Privathaus Wilhelm Freiherr von Tettau)                | Umbauten:108                                  | 1944/45 kriegszerstört                                       |
| 1911; 1911–1913       | Meißner Ortsteil Alberode                        | Gut Mönchhof Lage                    |                | Gut Mönchhof: Herrenhaus                                              | Neubau:119–122                                | Denkmalschutz                                                |
| 1912–1913             | Kassel                                           | Terrasse 1 Lage                      |                | Villa Rosenzweig (Bauherr: Georg Rosenzweig):122–126                  | Neubau                                        |                                                              |
| 1914–1920             | Radowo Małe Ortsteil Rekowo (Polen)              | Lage                                 |                | Gut Reckow: Herrenhaus                                                | Neubau:127/128                                | nach Zweitem Weltkrieg abgebrochen                           |
| 1914–1920 (ca.)       | Skalin (Stargard) (Polen)                        | Lage                                 |                | Schellin bei Stargard: Herrenhaus                                     | Neubau                                        | Erhalten                                                     |
| 1914–1920 (ca.)       | Ort unbekannt                                    |                                      |                | Herrenhaus                                                            | Erweiterung                                   |                                                              |
| 1914–1920 (ca.)       | Ort unbekannt                                    |                                      |                | Schloss                                                               | Erweiterung eines bestehenden Herrenhauses    |                                                              |
| 1914–1920 (ca.)       | Łęgi (Połczyn-Zdrój) und Sława (Świdwin) (Polen) | Lage                                 |                | Neu Schlage: Rittergut Hans Heinrich von Hagen                        | Neubau                                        | Nach dem Zweiten Weltkrieg abgebrochen                       |
| 1919                  | Werder Ortsteil Wodarg                           | Dorfstraße Lage                      |                | Schloss/Gut Wodarg: Gutshaus                                          | Anbau (Bauherr: Gerhard von Maltzahn):130/131 | Denkmalschutz                                                |
| 1921–1922             | Anklam                                           | Großer Wall 4a Lage                  |                | Haus Holl Wiss (Bauherr: Gerhard von Maltzahn)                        | Neubau:132/133                                | Denkmalschutz; bauliche Veränderungen                        |
| 1925–1926             | Berlin Stadtteil Lankwitz                        | Kaulbachstraße 62/64 Lage (ungefähr) |                | Haus Tettau II (Privathaus Wilhelm Freiherr von Tettau)               | Neubau:133/134                                | 1944/45 kriegszerstört                                       |

### Nicht ausgeführte Entwürfe
- 1903:
  - Entwurf einer Gruftkapelle für die Große Berliner Kunstausstellung[1]:36/37
- 1904:
  - Danzig, Wettbewerbsentwurf für die Westpreußische Provinzial-Landschafts-Direktion (2. Preis)[1]:41/42
  - Minden, Wettbewerbsentwurf für eine Friedhofskapelle (nicht prämiert)[1]:43
  - Frankfurt am Main, Wettbewerbsentwurf für die Synagoge Friedberger Anlage (nicht prämiert; Ausführung 1907 nach Entwurf von Peter Jürgensen und Jürgen Bachmann)[1]:44–47
  - Chemnitz, Wettbewerbsentwurf für die Lutherkirche (nicht prämiert; Ausführung 1905–1908 nach Entwurf von Otto Kuhlmann)[1]:47/48
- 1906:
  - Düsseldorf, Wettbewerbsentwurf für einen Neubau des Warenhauses Leonhard Tietz (nicht prämiert)[1]:77
- 1907:
  - Glogau (heute Głogów), Wettbewerbsentwurf für ein Kriegerdenkmal (nicht prämiert)[1]:78
  - Wiesbaden, Wettbewerbsentwurf für ein Kriegerdenkmal (nicht prämiert)[1]:82
- 1908:
  - Genf, Wettbewerbsentwurf für ein Reformationsdenkmal (nicht prämiert)[1]:86/87
  - Bochum, Wettbewerbsentwurf für den Bismarckturm (nicht prämiert; Ausführung bis 1910 nach Entwurf von Albert Friebe)[1]:88
- 1909:
  - oberhalb Bingerbrück, Wettbewerbsentwurf für das Bismarck-National-Denkmal (nicht prämiert[1]:100; das Denkmal wurde nicht verwirklicht)
- 1910:
  - Gipsmodell für ein Denkmal für Leopold von Dessau[1]:106[AM 2]
- 1911:
  - Wettbewerbsentwurf für die Stadthalle Kassel[23]
- 1921:
  - Mühlhausen/Thüringen, Wettbewerbsentwurf für ein Kriegerdenkmal (2. Preis)[1]:131